# Zeuxo seurati
Zeuxo seurati är en kräftdjursart som först beskrevs av Giuseppe Nobili 1906.  Zeuxo seurati ingår i släktet Zeuxo och familjen Tanaidae. Inga underarter finns listade i Catalogue of Life.